# Ngô Đình Diệm
Ngô Đình Diệm (Hán nôm 吳廷琰) (født 3. januar 1901 i Hue, død 2. november 1963) var den første præsident i republikken Sydvietnam fra 1955-1963. I den vestlige verden er han kendt som Præsident Diem, selvom det i grunden er hans fornavn (efter vietnamesisk tradition nævnes familienavn først). Han blev ministerpræsident for det nyoprettede Sydvietnam i 1954, afsatte med amerikansk støtte kejser Bao Dai året efter, men efter brutale forfølgelser af buddhister i landet, mistede USA tilliden til ham. Et amerikansk støttet kup fik ham afsat, og efterfølgende henrettet.

## Liv og gerning

### Baggrund
Diệm var født i Nguyễn-dynastiets hovedstad Huế, hvor faderen Ngô Đình Khả var mandarin hos kejser Thành Thái, hvor han steg i graderne og til sidst blev chef for hoffet. Da kejser Thành Thái i 1907 blev afsat af den franske kolonimagt efter, at han havde protesteret mod kolonistyret, trak Ngô Đình Khả sig også fra sine stillinger og blev jordbruger. Diệm voksede derefter op i landsbyen Phu Cam i det centrale Vietnam.
Den unge Diệm arbejdede på faderens rismarker, mens han gik på først en fransk skole, der efter på en privatskole som faderen oprettede. Diệm overvejede som 15-årig at blive præst, men fandt klosterlivet for strengt og forlod klosteret efter nogen måneder.
Han flyttede der efter til Hanoi for at få en højere uddannelse inden for offentlig forvaltning. Det var, mens han gik på denne skole i Hanoi, at han havde sit eneste romantiske forhold, med datteren til en lærer, men hun afviste ham for at gå i kloster. Han levede resten af sit liv i cølibat.

## Tidlig karriere
Diệm afsluttede uddannelsen i 1921 som den bedste på sit hold og gik ind i offentlig tjeneste, hvor han hurtigt steg i graderne. Allerede som 25-årig havde han ansvaret for et område, som omfattede 300 landsbyer. Han skal have gjort sig positivt bemærket ved sin store arbejdsindsats, men samtidige pådraget sig franskmændenes irritation over at stadig referere til vietnamesisk uafhængighed. Men det var også på denne tid, at han mødte kommunistiske modstandsgrupper, og han engagerede sig i bekæmpelsen af disse. I 1929 stod han for arrestationer af kommunistiske agitatorer inden for sine områder.
Da Bảo Đại i 1933 blev 20 år og kronet, overtog han formelt styret og sørgede for, at den franske kolonimagt udnævnte Diệm til indenrigsminister, men han gik af efter tre måneder, da han ikke formåede at få franskmændene med på at indføre en vietnamesisk lovgivning. Han blev frataget alle udmærkelser og truet med fængsling.
I de næste 21 år havde Diệm ikke nogen formel stilling men boede sammen med familien. Men under den japanske besættelse under 2. verdenskrig forsøgte han i 1942 at få japanerne til at erklære vietnamesisk uafhængighed, uden at dette lykkedes. Han dannede en hemmelig politisk gruppe, men da den franske administration opdagede dette i 1944, flygtede han til Saigon, forklædt som japansk officer.
Efter, at de japanske okkupationsstyrkerne blev trukket ud i september 1945 efter krigens afslutning, proklamerede Hồ Chí Minh Den demokratiske republik Vietnam og Việt Minh indledte den militære kamp mod det franske kolonistyre. Diệm forsøgte at rejse tilbage til Huế for at overtale Bảo Đại til ikke at slutte sig til Hồ men blev arresteret av Việt Minh på vejen og var nær omkommet under fangenskabet i en landsby i det vietnamesiske højland. Efter seks måneder blev han fragtet til Hanoi for at møde Hồ, men han nægtede at slutte sig til Việt Minh og beskyldte Hồ for drabet på hans broder Khoi, som var blevet begravet levende af Việt Minh-kadre.
Diệm tilbragte den kommende periode med at forsøge å etablere en anti-fransk politisk kraft som et alternativ til Viet Minh men lykkedes ikke med dette. Han blev efterhånden så forstyrrende for Hồ, at han beordrede arrestation af Diệm. Men efterhånden, som kampen mod franskmændene tog al Viet Minhs opmærksomhed, slap han væk fra langvarig fængsling. Men i 1950 mistede Viet Minh sin tålmodighed med ham og dømte ham til døden in absentia. Franskmændene nægtede at beskytte ham, og han rejste i eksil i august samme år efter, at Viet Minh havde forsøgt at gennemføre et attentat mod ham, mens han besøgte broderen i Mekongdeltaet.

## I eksil
Gennem kontakter lykkedes det Diệm at få støtte i USA. Både udbruddet af Koreakrigen og den voksende Mccarthyisme skabte et klima, som gjorde det lettere for vietnamesiske anti-kommunister at få muligheder i USA. Diệm blev modtaget af fungerende udenrigsminister James E. Webb i udenrigsministeriet. Han rejste også rundt i Europa for at prøve at samle politisk støtte. I 1951 vendte han tilbage til USA, hvor han mødte udenrigsminister Dean Acheson.
De næste tre år boede han i Lakewood Township i Ocean County i New Jersey og i blandt også i Ossining i Westchester County i New York og opretholdt kontakten med politiske miljøer på højre side og i akademiske miljøer.
Efter det franske nederlag i slaget ved Dien Bien Phu havde Bao Dai behov for støtter, som også kunne skaffe international støtte til Staten Vietnam, som blev oprettet i 1949. Bao Dai udnævnte da Diệm til statsminister, og han ankom til Tan Son Nhat internationale lufthavn den 26. juni 1954.

## Præsident
Bao Dai flyttede til Paris, men forblev statsoverhoved for Sydvietnam. Han udnævnte Diệm som sin statsminister. Året efter lykkedes det imidlertid Diệm ved en folkeafstemning at få Bao Dai fjernet. Bao Dai abdicerede på ny og forblev i sit parisiske eksil.
I 50 år, frem til midten af 2000-tallet blev folkeafstemningen fortolket kun fra amerikanske perspektiver. Det trækkes ofte frem, at folkeafstemningen blev mistænkt for grovt fusk – resultatet viste, at hele 98 % ønskede sig Diệm. Historiker Jessica Chapman hævdede derimod, at folkeafstemningen burde betragtes som en vigtig kulturel og politisk hændelse for Sydvietnam. Chapmans studie af valgkampens retorik viste, at Diem selv troede på demokratisk styring. Han fremstillede sig som en kandidat for modernisering af Vietnam, i modsætning til Bao Dai som repræsenterede det gamle umoderne.
Diem overtog selv kontrollen i Sydvietnam, og sikrede sig samtidig amerikansk støtte. Den 26. oktober 1955 udråbte han sig selv til præsident og dannede Republikken Vietnam (RVN). Fra 1955 til 1960 fik RVN de jure-anerkendelse fra 47 lande, herunder Sverige og Danmark. Diem formåede at konsolidere magten og etablerede et stærkt, centraliseret styre omkring sig selv, som slog hårdt ned på al politisk modstand og opposition. Særlig slog han hårdt ned på religiøse og etniske minoriteter, men også på buddhistiske grupper, hvilket førte til, at det var stor religiøs og politisk uro og optøjer imod ham.
Styret var tillige præget af nepotisme, hvor hans mest betroede medarbejder var broderen Ngô Đình Nhu, som både var opiumsafhængig og en utilsløret beundrer af Adolf Hitler. Han ledede Diệms politiske gruppering Can Lao og organiserede både deres måde at marchere på og deres torturmetoder efter de nationalsocialistiske organisationer. Videre havde den yngre broder den administrative kontrol over Huế-området til trods for, at ingen af disse brødre havde nogen officiel position. Også Nhus hustru Madame Ngo Dinh Nhu spillede både en aktiv økonomisk og politisk rolle, blandt andet udfyldte hun rollen som Sydvietnams førstedame for den ugifte Diệm, og hun og ægtefællen boede også i Præsidentpaladset sammen med Diệm.
Tillige var styret præget af udstrakt korruption, hvor familiemedlemmerne berigede sig på broderens styre, og stod bag både smugling, opiumshandel og krydderhandel og samlede store formuer i udenlandske banker.
I tråd med Diệms religiøse idealer kørte han, særlig med støtte fra Madame Nhu, en hård politik mod bordeller, opiumsbuler, forbød skilsmisse og abort. Han kørte et vellykket væbnet opgør med Binh Xuyen i det såkaldte slaget om Saigon i 1955. Han sørgede også for en afvæbning af de private hære under Cao Đài og Hòa Hảo, som kontrollerede dele af Mekongdeltaet.
Diệm var en lidenskabelig anti-kommunist og stod bag tortur og drab på virkelige og formodede kommunister i stor skala. Antallet af dræbte skal være nået op i 50.000 og 70.000 arresterede. Hans hårde styre gjorde, at modstanden mod ham voksede, og særlig viste de kommunistiske grupper sig at være mest effektive. Efter Genève-aftalen var endnu mellem 5.000 og 10.000 kadre blevet tilbage i syd, de fleste af dem med ordre om at ændre fokus til politisk agitation og politisk virksomhed. Den første organiserede FNL-virksomhed, "Saigon-Cholon fredskomite", blev grundlagt i 1954 for at stå for lederskabet for denne gruppe af kadre i syd. Andre navne, som sådanne grupper fik, indikerede at det var religiøse grupper. Sådanne grupper til at lede modstandsarbejdet blev efterhånden så udbredt, at bevægelsens virkelige lederskab forblev ukendt til længe efter, at krigen var ovre, og dette gav grundlaget for udtrykket "Det ansigtsløse Vietcong".
I 1960 var den politiske splittelse mellem Folkerepublikken Kina og Sovjetunionen blevet til en politisk rivalisering, og dette gjorde kineserne mere indstillet på at støtte Hanois kamp i syd. For den kinesiske leder Mao Zedong blev militær assistance til Nordvietnam en måde at udstille sit "anti-imperialistiske" arbejde, både på den indenrigspolitiske og den udenrigspolitiske scene. Omkring 40.000 kommunistiske soldater indfiltrerede i syd i årene 1961 til 1963. FNL øgede hurtigt sin styrke og skønsvis 300.000 blev indrullerede i støttegrupper i begyndelsen af 1962. Forholdstallet mellem FNL-soldater og de sydvietnamesiske styrker ændrede sig hurtigt fra forholdet 1:10, til forholdet 1:5 i løbet af et år.

## Statskup og død
Diệms styre mistede stadig mere støtte, både på grund af hans undertrykkelse af buddhisterne og håndteringen af deres ikke-voldelige protester, som blandt andet bestod af selvantændelser, og ikke mindst hans undertrykkelse af alle politiske grupper under påskud af kampen mod kommunisterne.
Dette medførte, at der var flere aktioner mod Diệm i løbet af 1960-erne, og alene i 1963 var der flere konspirationer uafhængige af hinanden blandt ulige grupper af officerer, blandt andet er det anslået at seks grupperinger planlagde at fjerne Diệm i 1963, og disse skal også have omfattet ulige grupper i samfunnet, foruden officerer også civile politikere, fagforeningsledere og studenter.
Han mistede efterhånden også den amerikanske støtte, og efter ordre fra præsident John F. Kennedy nægtede den amerikanske ambassadør Henry Cabot Lodge jr. at møde Diệm. Da USA opdagede, at der blev planlagt et statskup mot Diệm, gav det amerikanske udenrigsministerium ordre til Cabot Lodge om ikke at gøre noget for at stoppe dette. CIAs kontaktperson på ambassaden, Lucien Conein informerede kupmagerne om, at USA ikke ville blande sig i dette. Kupmagerne bestod af generaler fra Sydvietnams hær under ledelse af Dương Văn Minh.
Kuppet blev iværksat den 1. november 1963 og blev hurtigt gennemført, da Diệms støtter blev arresterede, at de ikke var på vakt, og hans eneste tilbageværende militære støtte var vagtstyrken omkring præsidentpaladset. Dette blev umiddelbart omringet, og Diệm med sit følge fik tilbud om eksil, hvis de overgav sig. Imidlertid flygtede Diệm og hans følge samme aften gennem en hemmelig underjordisk gang, men blev arresteret dagen efter i den kinesiske bydel Cholon i Saigon. Diệm og broderen Ngô Đình Nhu blev dræbt bag i en pansret mandskabsvogn af kaptajn Nguyễn Văn Nhung, mens de var på vej til den vietnamesiske generalstabs hovedkvarter. Diệm blev begravet i en umærket grav på et gravsted lige ved boligen for den amerikanske ambassadør. Ifølge Chairman of the Joint Chiefs of Staff, general Maxwell D. Taylor var det ikke Kennedys hensigt, at Diệm skulle blive dræbt, men blive sat i et trygt eksil, og Kennedy reagerede stærkt på nyheden om, at Diệm var dræbt.